# Frank Schnattinger
Frank Schnattinger ist ein deutscher Wirtschafts- und Finanzjournalist.

## Leben
Er war ab dem 1. Februar 2001 Chefredakteur des auf Börse und Kapitalmarkt spezialisierten Fachmediums GoingPublic Magazin, das zum damaligen Zeitpunkt eine IVW-geprüfte Verbreitung in Höhe von 15.000 Exemplaren hatte. Diese Position hielt er bis Ausgabe 4/2002. Sein Vorgänger und Nachfolger als Chefredakteur war Karim Serrar. Anschließend war er leitender Redakteur von bfinance Deutschland.
Außerdem arbeitet er bei der Gesellschaft Institutional Investment Publishing, für die von April 2007 bis Januar 2012 Geschäftsführer war, sowie bei dem Asset-Management-Portal IPE Institutional Investment, dessen Chefredakteur und seit Juli 2007 Geschäftsführer er ist.